# هرولد (آلمان)
هرولد (به آلمانی: Herold) یک شهر در آلمان است که در Verbandsgemeinde Katzenelnbogen واقع شده‌است.